# Cheznovice
Cheznovice település Csehországban, Rokycanyi járásban. Cheznovice Mýto, Kařízek és Olešná településekkel határos. Lakosainak száma 761 fő (2024. január 1.).

## Népesség
A település lakosságának változását az alábbi diagram mutatja:
| Lakosok száma | 804  | 798  | 793  | 829  | 795  | 762  | 743  | 730  | 713  | 761  |
|               | 1869 | 1900 | 1921 | 1961 | 1980 | 2011 | 2016 | 2019 | 2021 | 2024 |